# Кершбаум, Роман
Роман Кершбаум (нем. Roman Kerschbaum; родился 19 января 1994 года, Нойнкирхен, Австрия) — австрийский футболист, полузащитник клуба «Рапид».

## Клубная карьера
Кершбаум — воспитанник клубов «Виллендорф», «Нойнкирхен», «Коттингбрунн» и «Санкт-Пёльтен». В июле 2012 года на правах свободного агента перешёл в дубль немецкого клуба «Нюрнберг». 22 июля в матче против клуба Эльтерсдорф он дебютировал в региональной лиге «Бавария». 16 июля 2013 года в поединке против бамбергского «Айнтрахта» Роман забил свой первый гол за «Нюрнберг II».
В 2015 году перешёл в австрийский клуб «Грёдиг». 7 марта в матче против «Рид» Кершбаум дебютировал в австрийской Бундеслиге. 30 апреля 2016 года в поединке против клуба «Рапид» он забил дебютный гол за «Грёдиг».
В июле 2016 года Кершбаум стал игроком клуба «Ваккер». 22 июля в матче против «Флорисдорфа» он дебютировал в составе нового клуба. 17 октября в поединке против «Лиферинга» Роман отметился первым голом за «Ваккер».
В 2019 году перешёл в «Адмира Ваккер Мёдлинг». 27 июля в матче против «Вольфсберга» Роман дебютировал за клуб в австрийской Бундеслиге. 16 февраля 2020 года в поединке против «Санкт-Пёльтен» Кершбаум забил дебютный гол за «Адмира Ваккер Мёдлинг».
В июле 2022 года стал игроком клуба «Рапид». 14 августа в матче против ЛАСК он провёл первый матч за «зелёно-белых». 16 апреля 2023 года в поединке против «Аустрии» Кершбаум забил дебютный гол за «Рапид».